# Nalczyk
Nalczyk (ros. Нальчик) – miasto w Rosji, stolica Republiki Kabardyjsko-Bałkarskiej. Powierzchnia miasta wynosi 67 km² (według innych źródeł 131), a w 2020 roku liczyło 239 583 mieszkańców.

## Historia
Nazwa miasta pochodzi od rzeki Nalczyk, nad którą miasto jest ulokowane. Słowo „Nalczyk” oznacza „małe kopyto” w języku karaczajsko-bałkarskim.
W 1822 roku Rosjanie założyli fort Nalczyk. Prawa miejskie miejscowość uzyskała w 1921, kiedy to stała się centrum Kabardyjskiego Okręgu Autonomicznego.
Podczas II wojny światowej, od 28 października 1942 do 3 stycznia 1943, Nalczyk był okupowany przez Niemców.

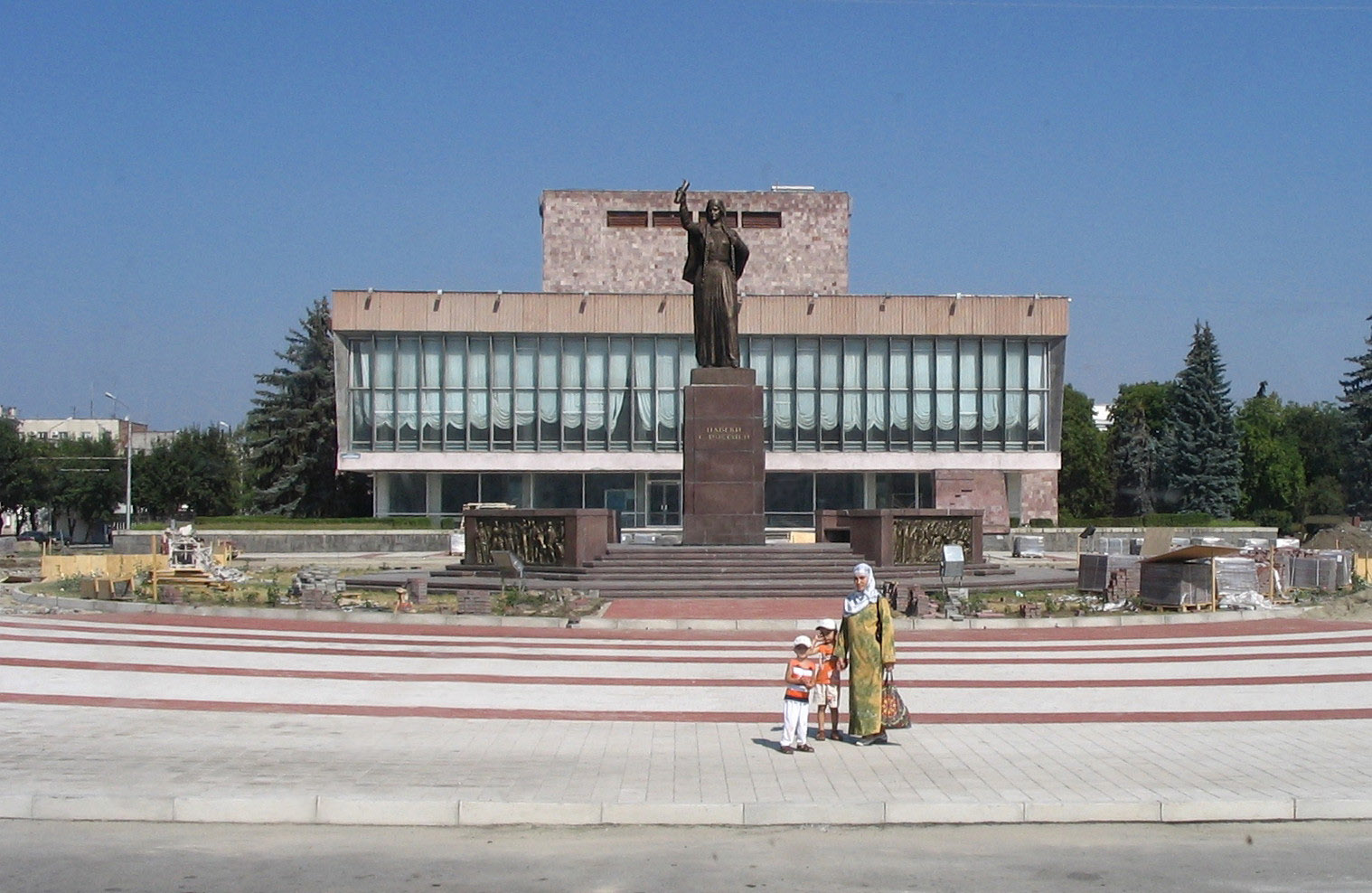
Nalczyk

## Gospodarka
W mieście rozwinął się przemysł elektromaszynowy, hutniczy, chemiczny, spożywczy, materiałów budowlanych, drzewny oraz obuwniczy.

## Sport
- Dinamo Nalczyk – klub piłkarski
- Spartak Nalczyk – klub piłkarski
- W 2008 w Nalczyku rozegrano turniej o mistrzostwo świata kobiet w szachach, w którym zwyciężyła Aleksandra Kosteniuk[6].

## Edukacja
W Nalczyku znajdują się następujące szkoły wyższe:
- Kabardyjsko-Bałkarski Uniwersytet Państwowy im. Ch.M. Bierbiekowa
- Kabardyńsko-Bałkarska Szkoła Biznesu
- Północnokaukaski Instytut Sztuk Pięknych
- Kabardyńsko-Bałkarska Szkoła Rolnicza

## Miasta partnerskie
- Amman
- Kayseri
- Reno
- Władykaukaz